# N-536

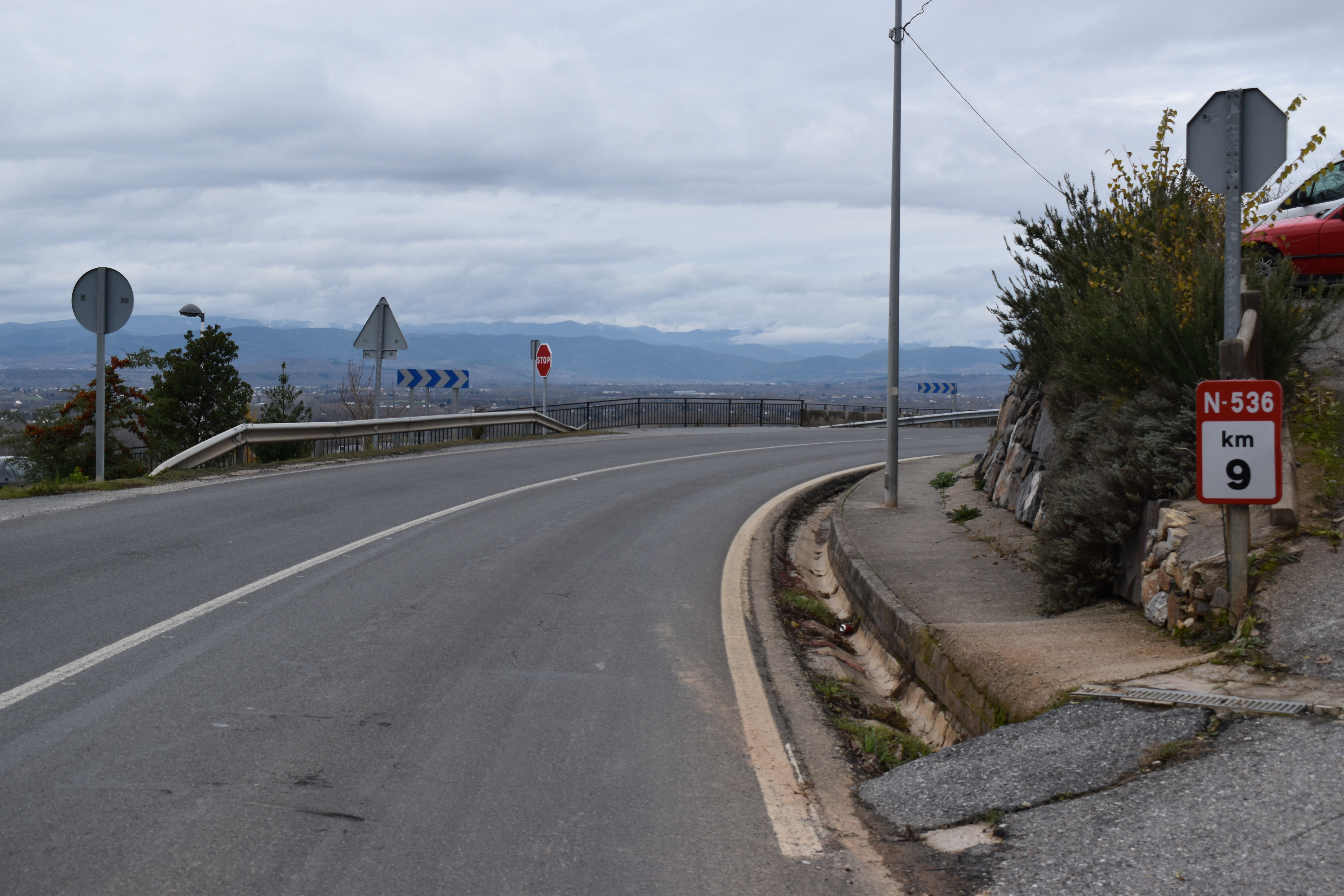
Santalla de Bierzo.

La N-536 es una carretera nacional española de la Red de Carreteras del Estado, que discurre entre las provincias de León con origen en Ponferrada y la de Orense finalizando en La Rúa, uniendo las comarcas de El Bierzo y Valdeorras.

## Orígenes
Su origen procede de parte del trazado antiguo de la N-120 entre Ponferrada y Orense. Posteriormente, al inaugurarse un trazado alternativo de esta en 1985, pasó a denominarse N-536, incluida en la Ley de Carreteras de 1988.
La carretera discurre entre Ponferrada y San Miguel de Otero (Villamartín de Valdeorras, Orense). Desde ese punto, fue transferida en 1982 a la Junta de Galicia como Antigua N-120, y posteriormente adoptó la clave C-536 en el II Plan de Carreteras de Galicia.
| Denominación | Tramo                            | Titularidad |
| ------------ | -------------------------------- | ----------- |
| N-536        | Ponferrada - San Miguel de Otero | estatal     |
| OU-603       | San Miguel de Otero - Rúa        | autonómica  |
| OU-533       | Rúa - Freixido                   | autonómica  |
| OU-636       | Freixido - Puebla de Trives      | autonómica  |
| OU-536       | Puebla de Trives - Orense        | autonómica  |

- El tramo entre Arcos y Villamartín de Valdeorras de la N-536, es compartido con el trazado de la N-120.

## Recorrido
La carretera conforma la alternativa sur que une la comarca de El Bierzo con la comarca orensana de Valdeorras, ya que la N-120 también transcurre entre estas dos comarcas. Es la principal vía de acceso a Las Médulas, declaradas por la Unesco Patrimonio de la Humanidad. También es el acceso principal a la comarca de La Cabrera tanto desde El Bierzo como desde Valdeorras.
El trazado de la N-536 comienza en la N-6 en el km. 390,5 a la altura del barrio ponferradino de Fuentesnuevas y transcurre en dirección suroeste por las localidades bercianas de Villalibre de la Jurisdicción, Priaranza del Bierzo, Santalla del Bierzo, Carucedo (conecta con el Monumento Natural de Las Médulas) y Puente de Domingo Flórez. En terreno orensano la carretera pasa por la ribera del Sil pasando por El Barco de Valdeorras y finalizando al oeste de La Rua de Valdeorras en el enlace con la OU-533 y el km. 469 de la N-120. La N-536 solo comparte un breve tramo con la N-120 actual siendo este entre el cruce de Arcos (P.K. 459,6 de la N-120) hasta el desvío en Villamartín de Valdeorras (P.K. 461,7 de la N-120), recorriendo en paralelo a la N-120 por el interior de los pueblos antes mencionados. Los últimos tramos, sobre todo en las zonas urbanas de Villamartín y Rúa, la carretera ha perdido gran parte de las señales de punto kilométrico.